# Жирятинский район
Жиря́тинский район — административно-территориальная единица (район) и муниципальное образование (муниципальный район) в Брянской области России.
Административный центр — село Жирятино.

## География
Расположен в центральной части области. Площадь района — 750 км². Основные реки — Судость, Рошь.

## История
Жирятинский район был образован в 1929 году и первоначально входил в состав Брянского округа Западной области.
1 февраля 1932 года Жирятинский район был расформирован, а его территория разделена между Брянским, Жуковским и Почепским районами. 21 августа 1939 года район был восстановлен в прежних границах; в связи с упразднением Западной области, теперь он входил в Орловскую область.
5 июля 1944 года Указом Президиума Верховного Совета СССР была образована Брянская область, в состав которой, наряду с другими, был включен и Жирятинский район. 19 октября 1957 года район был вновь временно упразднён, а в 1985 году — восстановлен, но в несколько иных границах (ряд сельсоветов, ранее входивших в Жирятинский район, не вошли в его состав).

## Население
| 2002  | 2009  | 2010  | 2011  | 2012  | 2013  | 2014  | 2015  | 2016  |
| ----- | ----- | ----- | ----- | ----- | ----- | ----- | ----- | ----- |
| 8207  | ↘7471 | ↘7442 | ↘7433 | ↘7333 | ↘7227 | ↘7136 | ↘7089 | ↘7072 |
| 2017  | 2018  | 2019  | 2020  | 2021  |       |       |       |       |
| ↘7045 | ↘6954 | ↘6859 | ↘6785 | ↘6568 |       |       |       |       |

### Национальный состав
| Национальность | Численность, чел. | Доля     |
| -------------- | ----------------- | -------- |
| Русские        | 6042              | 91,99 %  |
| Армяне         | 105               | 1,60 %   |
| Таджики        | 32                | 0,49 %   |
| Украинцы       | 31                | 0,47 %   |
| Чеченцы        | 18                | 0,27 %   |
| Ингуши         | 11                | 0,17 %   |
| Езиды          | 10                | 0,15 %   |
| Татары         | 9                 | 0,14 %   |
| Молдаване      | 9                 | 0,14 %   |
| Азербайджанцы  | 8                 | 0,12 %   |
| Другие         | 293               | 4,46 %   |
| Итого          | 6568              | 100,00 % |

## Административно-муниципальное устройство
Жирятинский район в рамках административно-территориального устройства области, включает 3 административно-территориальных единицы — 3 сельских административных округа.
Жирятинский муниципальный район в рамках муниципального устройства, включает 3 муниципальных образования  со статусом сельских поселений:
| № | Муниципальное образование       | Административный центр | Количество населённых пунктов | Население (чел.) | Площадь (км²) |
| - | ------------------------------- | ---------------------- | ----------------------------- | ---------------- | ------------- |
| 1 | Воробейнское сельское поселение | село Воробейня         | 40                            | ↘1680            | 295,27        |
| 2 | Жирятинское сельское поселение  | село Жирятино          | 20                            | ↘4226            | 225,77        |
| 3 | Морачовское сельское поселение  | село Морачово          | 17                            | ↘662             | 221,23        |

## Населённые пункты
В районе насчитывается 77 населённых пунктов.
| №  | Населённый пункт | Тип     | Население | Муниципальное образование       |
| -- | ---------------- | ------- | --------- | ------------------------------- |
| 1  | Анохово          | село    | ↘46       | Воробейнское сельское поселение |
| 2  | Байтичи          | село    | ↘2        | Жирятинское сельское поселение  |
| 3  | Барсуки          | посёлок | →0        | Воробейнское сельское поселение |
| 4  | Берёзовичи       | деревня | →0        | Морачовское сельское поселение  |
| 5  | Бобыничи         | деревня | ↘92       | Воробейнское сельское поселение |
| 6  | Болотихово       | деревня | ↘17       | Воробейнское сельское поселение |
| 7  | Буда             | деревня | ↗282      | Воробейнское сельское поселение |
| 8  | Воробейня        | село    | ↗269      | Воробейнское сельское поселение |
| 9  | Высокое          | деревня | ↘1        | Воробейнское сельское поселение |
| 10 | Высокое          | село    | ↘256      | Морачовское сельское поселение  |
| 11 | Гигант           | посёлок | ↘11       | Воробейнское сельское поселение |
| 12 | Гнезделичи       | деревня | ↗9        | Воробейнское сельское поселение |
| 13 | Голубково        | деревня | →0        | Морачовское сельское поселение  |
| 14 | Горбачи          | деревня | →0        | Жирятинское сельское поселение  |
| 15 | Горицы           | деревня | ↘41       | Воробейнское сельское поселение |
| 16 | Добропушкинский  | посёлок | →10       | Воробейнское сельское поселение |
| 17 | Дорохово         | деревня | →0        | Морачовское сельское поселение  |
| 18 | Еленка           | посёлок | →3        | Воробейнское сельское поселение |
| 19 | Елисеевичи       | деревня | ↘19       | Жирятинское сельское поселение  |
| 20 | Женск            | деревня | →0        | Морачовское сельское поселение  |
| 21 | Жирятино         | село    | ↘2501     | Жирятинское сельское поселение  |
| 22 | Заречная         | деревня | ↗118      | Жирятинское сельское поселение  |
| 23 | Заусье           | посёлок | →0        | Воробейнское сельское поселение |
| 24 | Зикеево          | деревня | ↘9        | Воробейнское сельское поселение |
| 25 | Издежичи         | деревня | →8        | Морачовское сельское поселение  |
| 26 | Ишово            | село    | ↘10       | Воробейнское сельское поселение |
| 27 | Казаново         | деревня | →2        | Воробейнское сельское поселение |
| 28 | Кашово           | село    | →0        | Морачовское сельское поселение  |
| 29 | Клинок           | деревня | ↘5        | Жирятинское сельское поселение  |
| 30 | Клинок           | село    | ↘30       | Воробейнское сельское поселение |
| 31 | Княвичи          | село    | ↘297      | Морачовское сельское поселение  |
| 32 | Княжичи          | село    | ↘7        | Жирятинское сельское поселение  |
| 33 | Колодня          | деревня | ↘356      | Воробейнское сельское поселение |
| 34 | Колычово         | деревня | ↗69       | Жирятинское сельское поселение  |
| 35 | Комягино         | деревня | ↘350      | Жирятинское сельское поселение  |
| 36 | Косачи           | деревня | ↘45       | Воробейнское сельское поселение |
| 37 | Кугучево         | деревня | →0        | Воробейнское сельское поселение |
| 38 | Кульнево         | село    | ↘168      | Воробейнское сельское поселение |
| 39 | Кучеево          | деревня | ↘21       | Жирятинское сельское поселение  |
| 40 | Лашунь           | деревня | ↘2        | Морачовское сельское поселение  |
| 41 | Литовники        | деревня | ↘22       | Жирятинское сельское поселение  |
| 42 | Логатинка        | деревня | →0        | Морачовское сельское поселение  |
| 43 | Макарово         | деревня | →51       | Жирятинское сельское поселение  |
| 44 | Маяк             | посёлок | →0        | Воробейнское сельское поселение |
| 45 | Мехово           | деревня | ↗95       | Воробейнское сельское поселение |
| 46 | Морачово         | село    | ↘222      | Морачовское сельское поселение  |
| 47 | Мордасово        | деревня | →6        | Морачовское сельское поселение  |
| 48 | Муравьи          | посёлок | →2        | Воробейнское сельское поселение |
| 49 | Некрасов         | посёлок | →0        | Воробейнское сельское поселение |
| 50 | Никольский       | хутор   | ↗21       | Жирятинское сельское поселение  |
| 51 | Новое Каплино    | деревня | ↘237      | Жирятинское сельское поселение  |
| 52 | Новосоветский    | посёлок | →80       | Воробейнское сельское поселение |
| 53 | Норино           | село    | ↘221      | Воробейнское сельское поселение |
| 54 | Ожеги            | деревня | ↗49       | Воробейнское сельское поселение |
| 55 | Окоп             | посёлок | →0        | Воробейнское сельское поселение |
| 56 | Павловичи        | деревня | ↘48       | Жирятинское сельское поселение  |
| 57 | Пашково          | деревня | →0        | Жирятинское сельское поселение  |
| 58 | Первомайский     | посёлок | →3        | Воробейнское сельское поселение |
| 59 | Подузово         | деревня | →0        | Воробейнское сельское поселение |
| 60 | Ратное           | деревня | ↘3        | Воробейнское сельское поселение |
| 61 | Рубча            | село    | ↘91       | Воробейнское сельское поселение |
| 62 | Савлуково        | село    | ↘302      | Жирятинское сельское поселение  |
| 63 | Садовичи         | деревня | ↘2        | Воробейнское сельское поселение |
| 64 | Санники          | деревня | →14       | Воробейнское сельское поселение |
| 65 | Светлый Луч      | посёлок | ↘2        | Морачовское сельское поселение  |
| 66 | Синьково         | село    | ↘62       | Воробейнское сельское поселение |
| 67 | Соколья Слобода  | деревня | ↘11       | Воробейнское сельское поселение |
| 68 | Старое Каплино   | деревня | ↗476      | Жирятинское сельское поселение  |
| 69 | Столбы           | деревня | ↘3        | Морачовское сельское поселение  |
| 70 | Страшевичи       | село    | #Н/Д      | Жирятинское сельское поселение  |
| 71 | Тарасово         | деревня | →0        | Морачовское сельское поселение  |
| 72 | Творишичи        | село    | →1        | Жирятинское сельское поселение  |
| 73 | Троян            | посёлок | →1        | Воробейнское сельское поселение |
| 74 | Усошки           | деревня | →2        | Воробейнское сельское поселение |
| 75 | Харабочи         | деревня | →21       | Воробейнское сельское поселение |
| 76 | Шейка            | посёлок | →0        | Морачовское сельское поселение  |
| 77 | Шустово          | деревня | →0        | Морачовское сельское поселение  |

## Экономика
Жирятинский район — преимущественно сельскохозяйственный. На его территории расположены лишь два промышленных предприятия: Жирятинский филиал ОАО «Брянскспиртпром» и ОАО «Жирятинское РТП». Численность работающих на этих предприятиях составляет 130 человек.

## Археология
У деревни Елисеевичи на правом берегу реки Судость по Нагорной улице находится комплекс стоянок древнего человека эпохи верхнего палеолита. Одними из самых древних останков домашних собак на территории России считаются черепа MAE 447–5298 и ZIN 23781–24, найденные К. М. Поликарповичем в 1935—1936 годах на стоянке Елисеевичи I. Датируются возрастом 14—13 тыс. лет назад. Стоянка Елисеевичи II относится к гмелинскому интерстадиалу (23000—21000 лет назад).